# Jelena Polenowa
Jelena Dmitrijewna Polenowa, Елена Дмитриевна Поленова (ur. 15 listopada 1850 w Sankt Petersburgu, 7 listopada 1898 w Moskwie) – rosyjska malarka i graficzka tworząca w stylu secesyjnym. Była jedną z pierwszych ilustratorek książek dla dzieci w Rosji. Jej brat, Wasilij Polenow, był malarzem krajobrazu.

## Życiorys
Większość członków jej rodziny zajmowała się działalnością artystyczną lub naukową. Jej ojciec, Dmitrij Wasiljewicz Polenow, był historykiem i dyplomatą, który służył jako tajny radca. Wychowała się w rodzinnych posiadłościach w guberniach ołonieckiej i tambowskiej. Jej matka Maria, autorka opowiadań dla dzieci i artystka amatorka, udzielała jej pierwszych lekcji rysunku. Od 1859 roku ona i jej rodzeństwo otrzymywali lekcje od Pawieła Czistiakowa.
W tym czasie kobiety nie były przyjmowane do Akademii Sztuk Pięknych w Petersburgu, więc w wieku czternastu lat zapisała się do szkoły rysunku, prowadzonej przez Impieratorskoje obszczestwo pooszczrienija chudożestw, gdzie studiowała pod kierunkiem Iwana Kramskiego. W latach 1869–1870 odwiedziła Francję i pobierała prywatne lekcje u Charlesa Joshuy Chaplina.
W latach 1870―1877 pracowała w pracowniach Czistiakowa, następnie uczęszczała na zajęcia z akwareli i ceramiki do 1880 roku, z przerwą w czasie wojny rosyjsko-tureckiej, kiedy razem z siostrą podjęła ochotniczo służbę w szpitalu. Tam zakochała się w lekarzu, ale jej rodzina była przeciwna małżeństwu.
Towarzystwo przyznało jej stypendium na studia w Paryżu. Tam pracowała z Théodorem Deckiem i Evdokimem Egrorovem i po raz pierwszy zetknęła się z secesją. Po powrocie do Petersburga uczyła malowania porcelany i tworzyła majoliki.
Po 1882 roku sytuacja rodzinna zmusiła ją do zamieszkania w Moskwie, gdzie pracowała jako nauczycielka plastyki i została członkinią „Kolonii Abramcewa”, grupy artystów, muzyków i ludzi teatru, którzy gromadzili się w posiadłości w Abramcewie, należącym do rodziny Sawwy Mamontowa. Tam zainteresowała się folklorem i próbowała swoich sił w projektowaniu kostiumów. Ona i jej przyjaciółka Elizabeta Mamontowa pracowały również nad stworzeniem muzeum ludowego. W tym celu podróżowały aż do Jarosławia, aby robić szkice i zbierać opowieści ludowe, a także prowadziły zajęcia z tradycyjnego rzemiosła w miejscowych rodzinach chłopskich. Wraz z Wiktorem Hartmannem, Wiktorem Wasniecowem i innymi pomogła uczynić Abramcewo centrum ruchu sztuki i rzemiosła w Rosji.
W 1886 roku wykonała pierwsze ilustracje do dwudziestu baśni ludowych zebranych przez Aleksandra Afanasjewa. „Wojna grzybów” (1889) była jedyną pracą opublikowaną za jej życia. Prace Polenowej wpłynęły na innych ilustratorów, takich jak Iwan Bilibin i Siergiej Malutin. Prezentowała swoją twórczość w Pałacu Sztuk Pięknych na światowej wystawie Columbian Exposition 1893 w Chicago.
W kwietniu 1896 roku, jadąc taksówką po Bulwar Cwietnoj, uległa wypadkowi – jej powóz przewrócił się, gdy koła utknęły w szynach tramwajowych. Artystka została poważnie ranna, wskutek uderzenie głową o chodnik. Obrażenia te przyczyniły się do jej śmierci dwa lata później.

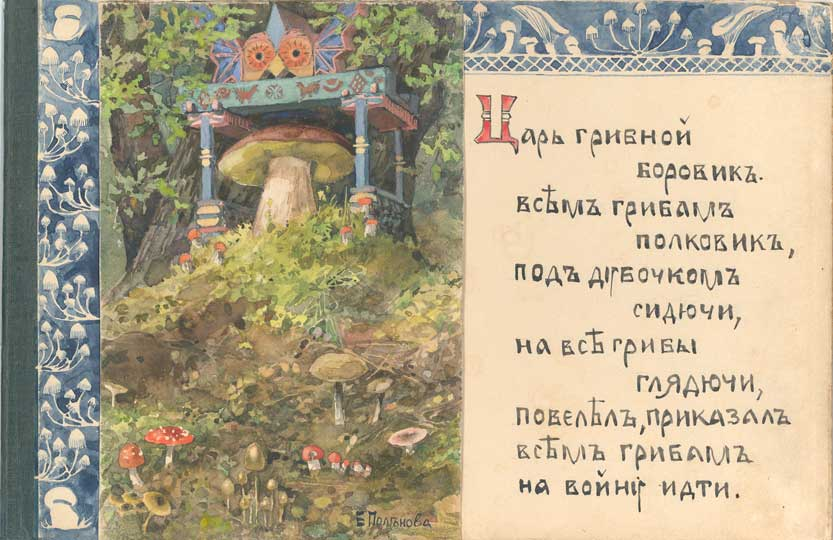
Grafika z Wojny Grzybów
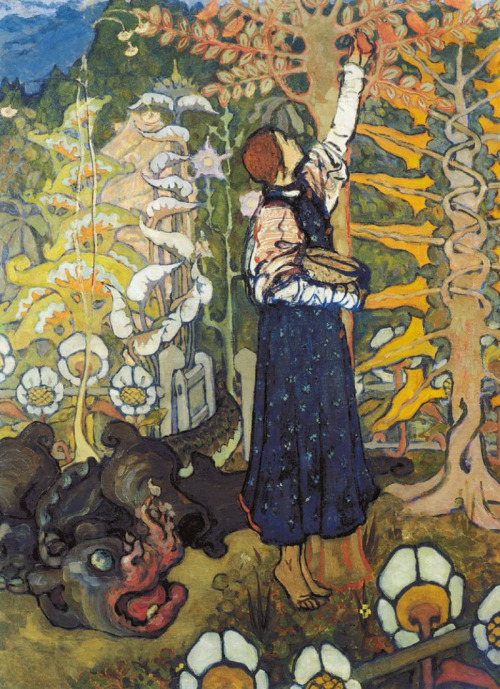
Bestia